# Клонирование SIM-карты

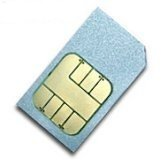
SIM-карта

Клонирование SIM-карты — копирование данных, опознающих абонента сотовой сети, на другой физический носитель. Обычно используются так называемые мультисим-карты, позволяющие записывать в себя данные нескольких обычных SIM-карт.
Мультисим-карта работает совершенно аналогично обычной SIM-карте. Она позволяет переключаться между номерами либо «на лету», с помощью сим-меню, либо путём перезагрузки телефона. При этом, в отличие от телефонов с поддержкой двух SIM-карт (en:Dual SIM), в конкретный момент времени активен только один номер из всех.
Клонирование SIM-карт может наносить некоторый экономический ущерб сотовым операторам из-за гибкой смены тарифов пользователем. Например, разговор абонент может вести по номеру с низкой платой за разговор, а подключение через GPRS осуществлять с другого номера, с высокой платой за голосовые вызовы, но низкой за интернет-трафик.

## Технология
Сотовый оператор распознаёт абонента по содержащимся в SIM-карте данным: номеру IMSI и ключу шифрования Ki. То есть если записать в записываемую SIM данные из первой карты, то как раз и получится её клон. Однако проблема в том, что ключ Ki из SIM-карты невозможно напрямую извлечь, он содержится в защищенной области памяти микросхемы и не может быть прочитан извне.
Работает это следующим образом: сотовый оператор посылает для SIM-карты случайное число. SIM-карта его шифрует с помощью ключа и передаёт обратно. Оператор проверяет, правильный ли поступил ответ, сравнивая результаты расчета со своей стороны. Возвращаясь к клонированию — можно с помощью криптоанализа установить закономерности между входными и выходными данными, и таким образом определить нечитаемый ключ Ki. На данный момент написано несколько программ, с разной успешностью воплощающих такие криптоаналитические алгоритмы. Самыми известными являются SimScan и WoronScan. Они постепенно совершенствуются разработчиками, улучшая процесс анализа и подбора ключа.
Противная сторона при этом не стоит на месте. Алгоритм защиты SIM-карты, Comp128, со временем тоже изменяется. Существуют следующие его версии:
- Comp128 v1
- Comp128 v2
- Comp128 v3

Вторая и третья версия на данное время являются невскрываемыми. Хотя время от времени появляются сообщения о выходе программ, их раскодирующих, на поверку всегда оказывается, что их цель — заставить пользователя скачать «трояна».

## Клонирование телефонов
Не следует путать клонирование SIM-карт и клонирование сотовых телефонов (номеров), которое происходит уже на другом уровне, а именно, путём перехвата и анализа информации в сеансе связи абонентского устройства с поставщиком сотовой связи.